# Кизильська сільська рада
Кизи́льська сільська рада (рос. Кызыльский сельский совет) — муніципальне утворення у складі Альшеєвського району Башкортостану, Росія. Адміністративний центр — село Тавричанка.

## Населення
Населення — 876 осіб (2019, 1314 в 2010, 1597 в 2002).

## Склад
До складу поселення входять такі населені пункти:
| Населений пункт       | Населення, осіб (2002) | Населення, осіб (2010) |
| --------------------- | ---------------------- | ---------------------- |
| Мурзагулово, присілок | 100                    | 85                     |
| Орловка, присілок     | 59                     | 51                     |
| Писаревка, присілок   | 24                     | 0                      |
| Сулпан, присілок      | 144                    | 117                    |
| Тавричанка, село      | 734                    | 635                    |
| Уразметово, село      | 267                    | 227                    |
| Ярташли, присілок     | 269                    | 199                    |